# Bonawentura z Potenzy
Bonawentura z Potenzy (ur. 1651 w Potenza, Włochy, zm. 26 października 1711) – włoski błogosławiony Kościoła katolickiego, franciszkanin konwentualny.

## Życiorys
Jego rodzicami byli Katarzyna Pieca i Lelio Lavagna. W 1666 roku w wieku 15 lat wstąpił do franciszkanów konwentualnych. Gdy miał 24 lata, został wyświęcony na kapłana. Był mistykiem. Zmarł w dniu 26 października 1711 roku, mając 60 lat.
Beatyfikował go Pius VI w 1775 roku.